# Laura Stephens
Laura Kathleen Jane Stephens , née le 2 juin 1999 à Londresest un nageuse britannique, spécialiste des épreuves de papillon.

## Carrière sportive
Stephens participe à l'épreuve du 200m papillon aux championnats du monde 2019 à Gwangju où elle atteint la finale.
En 2022, elle représente l'Angleterre aux Jeux du Commonwealth à Birmingham, où elle remporte deux médailles dont l'argent sur son épreuve de prédilection du 200m papillon.
Lors des championnats du monde 2024 à Doha, Stephens est sacrée championne du monde du 200m papillon devenant ainsi la première nageuse britannique a remporter un titre planétaire depuis Rebecca Adlington en 2011.

## Palmarès

### Championnats du monde

#### Grand bassin
- Championnats du monde 2024 à Doha :
  -  Médaille d'or du 200 m papillon.

### Championnats d'Europe

#### Grand bassin
- Championnats d'Europe 2020 à Budapest :
  -  Médaille d'or du relais 4 × 100 m quatre nages.

### Jeux du Commonwealth
- Birmingham 2022 :
  -  Médaille d'argent du 200 m papillon.
  -  Médaille de bronze du relais 4 × 100 m quatre nages.